# So Far Away from L.A.
Singles de Nicolas Peyrac
Entre l'ombre et la lumière
(1974) Et mon père
(1975)
So Far Away from L.A. est une chanson de Nicolas Peyrac, parue sur son album D'où venez-vous ?. Elle est sortie en single le 12 avril 1975 et éditée par Pathé Marconi EMI.

## Historique
Au moment de la sortie du single, Nicolas Peyrac a écrit un titre pour Marie Laforêt (Tant qu’il y aura des chevaux) qui rencontre un succès, mais la carrière du jeune chanteur, également étudiant en médecine, ne parvient pas à décoller en raison des deux échecs commerciaux de ses deux 45 tours, dont l'un, La Bible, arrangé par Jean-Claude Vannier. En raison du peu de succès qu'il obtient, Peyrac voit sa maison de disques, Pathé Marconi, lui rendre son contrat, mais grâce au soutien de Philippe Constantin, il parvient à convaincre la direction de persévérer en enregistrant un album à budget limité, dont Claude Dejacques sera le directeur artistique. Peyrac demande à la direction de son label la raison de la non-promotion de l'album. Quelques jours plus tard, une des chansons de l'album passe sur Europe 1.
Puis So Far Away from L.A., qui commence à passer en radio, obtient un succès critique et commercial immédiat, obligeant Pathé Marconi à ne pas renvoyer le chanteur. Les ventes du single sont estimées à 125 000 exemplaires.

## Thème
La chanson évoque des lieux (le Golden Gate, le pénitencier d'Alcatraz, le Queen Mary transformé en hôtel flottant, Beverly Hills, les collines d'Hollywood) et des personnages (Caryl Chessman, Greta Garbo, Humphrey Bogart dit « Bogie », Sharon Tate) emblématiques de San Francisco et de Los Angeles.

## Classements hebdomadaires
| Classement (1975-76)                    | Meilleure position |
| --------------------------------------- | ------------------ |
| Belgique (Wallonie Ultratop 50 Singles) | 14                 |
| France (IFOP)                           | 15                 |
| Pays-Bas (Nederlandse Top 40)           | 50                 |
| Pays-Bas (Single Top 100)               | 23                 |